# Beverly Cleary
Beverly Cleary (McMinnville, 12 aprile 1916 – Carmel-by-the-Sea, 25 marzo 2021) è stata una scrittrice statunitense, autrice di numerosi libri per bambini e ragazzi.

## Biografia
Beverly Atlee Bunn nacque il 12 aprile del 1916, unica figlia di Chester Lloyd Bunn, agricoltore, e di Mable Atlee Bunn, insegnante. Trascorse i primi anni dell'infanzia nella fattoria di famiglia a Yamhill, paese dove sua mamma aveva allestito una piccola biblioteca. In seguito la famiglia si trasferì a Portland dove Beverly faticò ad ambientarsi nella vita di città ed ebbe qualche difficoltà il primo anno di scuola elementare.
Dopo la high school frequentò il Chaffey College a Ontario (California), venne poi ammessa all'Università della California - Berkeley dove si laureò in inglese, in seguito frequentò l'Università del Washington dove si specializzò in biblioteconomia. Terminati gli studi divenne bibliotecaria in una biblioteca per bambini e ragazzi a Yakima nel Washington, dove ebbe moto di notare che bambini e ragazzi avevano difficoltà a trovare dei libri ambientati nella realtà e con dei protagonisti con cui potessero identificarsi.
Il suo primo libro Henry Huggins venne pubblicato nel 1950. Le vendite furono molto buone e Beverly continuò la serie di Henry Huggins e del suo cane Ribsy. Anche la serie di libri sulle sorelle Ramona Quimby e Beezus Quimby così come quella dedicata al topo Ralph S. Mouse ottennero un buon successo. Gran parte dei suoi libri sono ambientati nel quartiere di Grant Park a Portland in cui Beverly era cresciuta e molti elementi dei suoi racconti derivano da episodi della sua infanzia.
I libri A Girl from Yamhill (1988) e My Own Two Feet (1995) sono autobiografici e raccontano la sua vita prima della pubblicazione del suo primo libro. Nel complesso ha scritto oltre 40 libri, l'ultimo dei quali è Ramona's World del 1999. I suoi libri sono stati tradotti in più di una dozzina di lingue. Alcuni libri della serie di Ramona sono stati tradotti in italiano. Nel 1940 si è sposata con Clarence Cleary, mancato nel 2004, con cui ha avuto due gemelli. Beverly Cleary è morta poco prima del suo 105º compleanno a Carmel-by-the-Sea, in California, dove viveva dagli anni '60.

## Riconoscimenti
Nel 1975 ha ottenuto la Laura Ingalls Wilder Medal dall'Association for Library Service to Children. Nel 1981 le venne conferito il National Book Award per la letteratura per ragazzi per il libro Ramona and Her Mother e nel 1984 la Medaglia Newbery per Dear Mr. Henshaw. Nel 2000 è stata nominata Library of Congress Living Legend e nel 2003 le stata conferita la National Medal of Arts.
A Portland le è stata intitolata una scuola elementare, la Beverly Cleary School e nel Grant Park si trovano diverse statue dei protagonisti dei suoi libri.

## Opere
- 1950 Henry Huggins
- 1951 Ellen Tebbits
- 1952 Henry and Beezus
- 1953 Otis Spofford
- 1954 Henry and Ribsy
- 1955 Beezus and Ramona
- 1956 Fifteen
- 1957 Henry and the Paper Route
- 1958 The Luckiest Girl
- 1959 Jean and Johnny
- 1960 The Hullabaloo ABC
- 1960 The Real Hole
- 1960 Leave It To Beaver
- 1961 Beaver and Wally

- 1961 Here's Beaver!
- 1961 Two Dog Biscuits
- 1961 Emily's Runaway Imagination
- 1962 Henry and the Clubhouse
- 1963 Sister of the Bride
- 1964 Ribsy
- 1965 The Mouse and the Motorcycle
- 1967 The Growing-Up Feet
- 1967 Mitch and Amy
- 1968 Ramona the Pest
- 1970 Runaway Ralph
- 1973 Socks
- 1975 Ramona the Brave
- 1977 Ramona and Her Father

- 1979 Ramona and Her Mother
- 1981 Ramona Quimby
- 1982 Ralph S. Mouse
- 1983 Dear Mr. Henshaw
- 1984 Ramona Forever
- 1984 The Ramona Quimby Diary
- 1984 Lucky Chuck
- 1987 Janet's Thingamajigs
- 1988 A Girl from Yamhill
- 1990 Muggie Maggie
- 1991 Strider
- 1993 Petey's Bedtime Story
- 1995 My Own Two Feet
- 1999 Ramona's World